# Dexítea
Dexítea (en griego antiguo: Δεξιθέα) fue, en la mitología griega, una de las primeras habitantes de Creta, al ser hija de Damón (también llamado Demonacte), jefe de los telquines, los primeros pobladores de la isla.
Las artes maléficas de su padre, que hacía llover agua del Estigia envenenando con ello animales y plantas, hicieron encolerizar a Zeus y a Apolo, que decidieron acabar con todos los telquines y sus descendientes. Pero la madre de Dexítea, Macelo, supo entretener a los dioses y consiguió que perdonaran la vida de sus hijas. Sin embargo Ovidio, que hacía a Macelo y a Dexítea hermanas, afirma que ambas perecieron al ataque de los olímpicos.
Cuando Dexítea llegó a la edad adulta se casó con el famoso rey Minos, que deseaba emparentar con los primeros pobladores de su reino. Con él fue madre de Euxantio, el rey de Ceos.